# ヨアヒム・ヘルマン
ヨアヒム・ヘルマン（Joachim Herrmann , 1928年10月29日 - 1992年7月30日）は、ドイツ民主共和国の政治家。1971年から1978年まで東ドイツの機関紙ノイエス・ドイチュラントの編集長を務めた。また1978年からはドイツ社会主義統一党の政治局員を務めた。

## 生涯
ヘルマンは1939年から1945年までベルリンのランガンス中等学校に通っていた。彼は1938年から1945年までユングフォルクというヒトラーユーゲントの組織の一員として第二次世界大戦中、ドイツ空軍の軍人として活躍した。第二次世界大戦後1948年彼は、ドイツ社会主義統一党に入党した。1949年から1952年までは党の副編集長を務め、1954年から1960年までは自由ドイツ青年団 (FDJ)中央機関紙の編集長を務めた。1960年から1962年まで、彼はSEDの中央委員会の副部長を務め、1962年から1965年までは東ドイツの新聞機関ベルリーナー・ツァイトゥングの編集長を務めた。彼は1967年に党中央委員会の委員候補者となり、エーリッヒ・ホーネッカーがヴァルター・ウルブリヒトから権力を奪った1971年にはSED中央委員になった。また1973年にはSEDの主要な決定機関である政治局の局員候補者となり、1978年には正式に政治局員となった。さらに1978年から1989年までは、SED中央委員会の宣伝・扇動担当書記を務め、さまざまな党職を歴任した。彼はホーネッカー政権下で東ドイツのメディアを党及び国家の統制下に置く責任があった。

## 没落
1989年10月17日、SEDの政治局会議でいつものように議事を進行し始めようとしたホーネッカーに対し、突如ヴィリー・シュトフ首相が「エーリッヒ、ちょっと発言が」と言うと、続いて「ホーネッカー同志の書記長解任、およびミッターク、ヘルマン同志の解職を提案したい」と述べ、ホーネッカーと共にヘルマンも槍玉に挙げられた。これに対し、解職対象のミッターク、ヘルマンを含めたホーネッカー以外の全政治局員が賛成を表明し、ホーネッカーは失脚した。土壇場でホーネッカーを裏切ったヘルマンだが、彼もまたベルリンの壁崩壊翌日の1989年11月10日、SED中央委員会から追放された。中央委員会のメンバーであるヴィルフリート・ポスナーは当時、次のように要求した。
「私は、中央委員会から同志ヘルマンを追放するために、強調して全責任を持って申請したいと思う。そうでなければ、私たちはもはや存在することができない。はっきり言いたい」と語った。党書記長エゴン・クレンツがヘルマンにこの内容を伝えて、クレンツがコメントを求めたとき次のように語った。
「私は、結果として生じた状況に関連してここで起こった間違いのすべての責任を負う。」
1990年1月20日ヘルマンはSEDの後継政党民主社会党（PDS）からも追放された。